# Джон Фароу
Джон Фароу (на английски: John Farrow) е австарийско-американски режисьор, продуцент и сценарист.

## Биография
Джон Фароу е роден на 10 февруари 1904 година в Мариквил, предградие на Сидни, Нов Южен Уелс, Австралия. Син е на Люси Вилиърс (по баща Савидж; 1881–1907), шивачка и Джоузеф Фароу (1880–1925), шивач. И двамата му родители са от английски произход.  Фароу получава образованието си в Newtown Public School и Fort Street Boys' High School и след това започва кариера като счетоводител.
Той твърди, че е избягал в морето с американски баркентин, плавал е „из целия Тихи океан“ и се е сражавал в бунтове в Никарагуа и Мексико. Достига до Калифорния, там се записва в колежа „Свети Игнатий“ (по-късно известен като Университета на Сан Франциско) през 1923 г., но напуска след един месец.
Той пътува из Тихия океан, включително Фиджи, Хавай и Гуам. При пристигането си в Холивуд Фароу фалшифицира образованието си, казвайки, че е посещавал Newington College в Сидни, Австралия, Winchester College в Англия и Военноморската академия на САЩ в Анаполис, Мериленд. Много публикации и уебсайтове все още съдържат тази информация.

### Кариера
Джон Фароу започва работа в Холивуд през 1927 г., като консултант по морски сцени. По това време той вече е спечелил скромна слава като поет и автор на няколко разказа. Започва работа за „Демил продъкшънс“, след това работи за „Парамаунт Пикчърс“, RKO и други. През 1933 г. Джон е арестуван по обвинения в нарушаване на имиграционните закони и получава пет години пробация.
През 1935 г. Джон започва работа за филмовата компания „Метро-Голдуин-Майер“, написва няколко ключови сцени за филма „Спасяването на Тарзан“ и е назначен за негов режисьор, но в крайна сметка е заменен от други режисьори поради проблеми с цензурата.
Въпреки договора с RKO служи в армията по време на Втората световна война от март 1940 г. до началото на 1942 г. в британските сили. Кралски канадски военноморски доброволчески резерв.
През 1947 г. той най-накрая успява да получи американско гражданство и от това време „превключва“ към създаването на филми в стил ноар, които са на мода по това време.
През 1947 г. Фароу прави един от най-ценените си филми, ноар „Големият часовник“ (1948) с Рей Миланд и Морийн О'Съливан. Той работи с Алън Лад и Дона Рийд във военна драма „Отвъд славата“ (1948), след което се връща към ноара с „Нощта има хиляда очи“ (1948), с участието на Едуард Робинсън по романа на Корнел Улрич, и „Псевдоним Ник Бийл“ (1949), с Рей Миланд.
Като промяна в темпото той продуцира и режисира комедия с Бети Хътън „Червено, горещо и синьо“ (1949), последван от популярния уестърн с Рей Миланд и Хеди Ламар „Меден каньон“ (1950). Фароу прави малко некредитирана работа по уестърна на Алън Лад „Червена планина“ (1951), когато Уилям Дитерле се разболява. Той също така публикува история на папството „Конкурс на папите“ (1950).
За Хауърд Хюз в RKO той режисира Робърт Мичъм в ноара „Където живее опасността“ (1950). Хюз харесва работата на Фароу и го наеме отново за „Неговият тип жена“ (1951) също с Мичъм, въпреки че филмът е заснет от Ричард Флейшър.
Връща се в „Парамаунт“ и режисира „Подводно командване“ (1951) с Уилям Холдън. Той прекратява договора си с последния филм с Алън Лад „Ботани Бей“ (1952), полууспешен опит за повторение на „Две години до мачтата“. Това е един от малкото му филми, които имат връзка с родната му Австралия.
На свободна практика Фароу режисира Робърт Тейлър и Ава Гарднър в уестърна „Язди, Вакеро!“ (1953), който е хит. Той прави два продуцирани от Джон Уейн филма „Батджак:Грабеж на Слънцето“ (1953), приключенска история с Глен Форд, и „Хондо“ (1953) с Уейн, по разказ на Луис Л'Амур, особено популярен в боксофиса.
Той прави „Куршумът чака“ (1954) в Колумбия, след това режисира друг голям хит с Уейн „Преследване в морето“ (1955), където Уейн играе германски морски капитан през Втората световна война. Ранната част на филма се развива в Сидни, Австралия, но не е заснета там.
Фароу е оригиналният режисьор на „Около света за 80 дни“ (1956), но е уволнен от продуцента Майкъл Тод малко след началото на снимките. Въпреки това Фароу остава признат за приноса си към сценария, който печели Оскар през 1956 г.
Той получава предложение от Самюел Бронстън да направи два филма, биография на Джон Пол Джоунс и история за живота на Иисус Христос, които Фароу се опитва да направи от години. Той режисира първия „Джон Пол Джоунс“, но за втория е заменен като режисьор от Никълъс Рей, филмът е издаден като „Цар на царете“ (1961).
През 1942 г. е номиниран за „Оскар“ за най-добър режисьор за „Остров Уейк“, а през 1957 г. печели „Оскар“ за най-добър адаптиран сценарий за „Около света за 80 дни“.

### Персонален живот
Фароу е известен плейбой в младостта си, свързван с Долорес дел Рио и Даяна Чърчил. Той се жени за Фелис Люин на 18 август 1924 г. Те имат една дъщеря, Фелис Патриша Фароу (1925–1997). Бракът завършва с развод през септември 1927 г. Фароу започва връзка с Лила Лий през 1928 г. и те се сгодяват. Те обаче никога не се женят и връзката им приключва през 1933 г., след като Лий открива, че Фароу ѝ е изневерявал.
През 1934 г. той се сгодява за актрисата Морийн О'Съливан и те се женят на 12 септември 1936 г. Фароу и О'Съливан имат седем деца, четири дъщери, които стават актриси, Миа (р. 1945 г.), Пруденс (р. 1948 г.), Стефани (р. 1949 г.), Тиса (р. 1951 г.); и трима сина, Майкъл Деймиън (1939–1958), Патрик Вилиърс (1942–2009) и Джон Чарлз (р. 1946 г.). Морийн О'Съливан е втората му съпруга, след като той приема католицизма и получава анулиране на първия си брак. Фароу често пише за католически теми. По-късно той ще отрича, че е приел католицизма.

### Смърт
Джон Фароу умира от инфаркт в Бевърли Хилс, Калифорния на 27 януари 1963 г. на 58-годишна възраст и е погребан в гробището на Светия кръст, Кълвър Сити.

## Избрана филмография
| Година | Филм                 | Оригинално заглавие |
| ------ | -------------------- | ------------------- |
| 1945   | Ти се появи          | You Came Along      |
| 1953   | Хондо                | Hondo               |
| 1955   | Преследване в морето | The Sea Chase       |
| 1959   | Джон Пол Джоунс      | John Paul Jones     |